# Chính sách thị thực của Vương quốc Liên hiệp Anh
Chính sách thị thực Anh Quốc là chính sách được đưa ra bởi Chính phủ Quân vương bệ hạ để quyết định bạn có thể đến Anh Quốc, và các Thuộc địa Hoàng gia bao gồm Guernsey, Jersey, và Đảo Man. Du khách phải xin thị thực trừ khi họ được miễn.
Anh Quốc là một thành viên của Liên minh Châu Âu, nhưng xin không tham gia khối biên giới tự du Schengen. Nó vận hành chính sách riêng của mình và vẫn duy trì Khối Du hành Chung với Cộng hòa Ireland, Quần đảo Eo Biển và Đảo Man.
Lãnh thổ hải ngoại thuộc Anh thường áp dụng chính sách thị thực của riêng họ.
Chính sách thị thực của Anh Quốc giống với Chính sách thị thực Khối Schengen. Nó miễn thị thực với tất cả các quốc gia trong Phụ lục II của Schengen, trừ Albania, Bosna và Hercegovina, Colombia, Gruzia, Macedonia, Moldova, Montenegro, Peru, Serbia, Ukraina, Các Tiểu vương quốc Ả Rập Thống nhất và Venezuela. Anh Quốc cũng miễn thị thực thêm với một vài nước – Belize, Botswana, Maldives, Nauru, Namibia và Papua New Guinea.

## Miễn thị thực

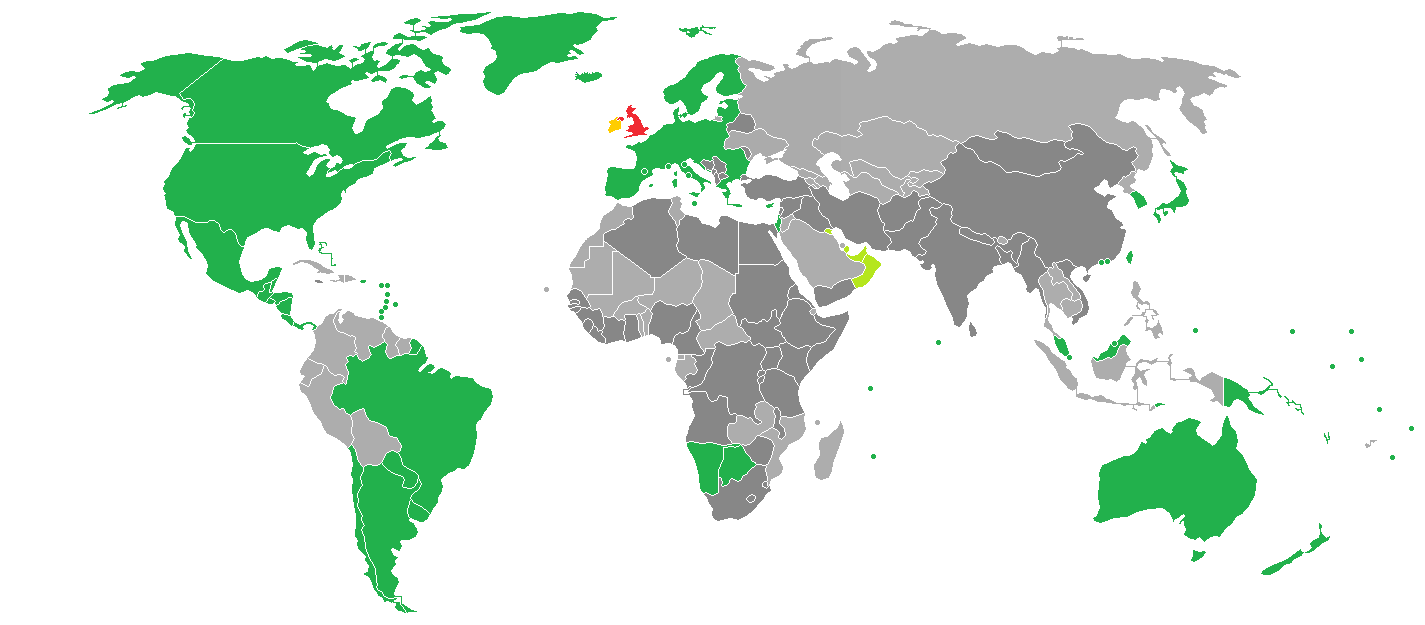
Chính sách thị thực của Anh Quốc
Anh Quốc
Đi lại tự do (công dân EU/EEA/CH)
Miễn thị thực 6 tháng
Quốc gia có thể xin giấy phép thị thực trực tuyến
Miễn thị thực nhập cảnh, quá cảnh khu nhà ga (trừ khi có giấy tờ miễn thị thực); miễn thị thực quá cảnh khu hạ cánh
Cần xin thị thực để nhập cảnh, cả quá cảnh khu nhà ga và khu hạ cánh (trừ khi có giấy tờ miễn thị thực)

Những người sau có thể đến Anh Quốc, Quần đảo Eo Biển và Đảo Man không cần thị thực:

### Theo luật
- Công dân Anh là ông dân Liên minh Châu Âu:
  - Công dân Anh
  - Công dân Lãnh thổ Hải ngoại thuộc Anh có nguồn gốc từ Gibraltar
  - Chủ thể Anh với quyền lưu chú tại Anh
- Công dân của các quốc gia Khối Thịnh vượng chung có quyền lưu trú tại Anh Quốc dưới Luật Nhập cư 1971
- Tất cả công dân Liên minh Châu Âu [Note 1]
- Công dân quốc gia thành viên EFTA [Note 1]

### Người không cần xin thị thực
Người dân Anh mà không phải công dân Liên minh Châu Âu và công dân của 56 quốc gia và vùng lãnh thổ sau được of 56 được miễn thị thực để ở lại Anh Quốc lên đến 6 tháng (hoặc 3 tháng nếu họ đến từ Cộng hòa Ireland):
| Công dân Anh mà không phải công dân Liên minh Châu Âu: - Công dân Lãnh thổ Hải ngoại thuộc Anh không bắt nguồn từ Gibraltar - Công dân Anh (Hải ngoại) - Công dân Hải ngoại Anh - Người được bảo vệ của Anh - Chủ thể Anh không có quyền lưu trú tại Anh Quốc                                                       | |
| - Andorra - Antigua và Barbuda - Argentina - Australia - Bahamas - Barbados - Belize - Botswana - Brasil - Brunei - Canada - Chile - Costa Rica - Dominica - Đài Loan - Đông Timor - El Salvador - Grenada - Guatemala - Hàn Quốc - Hoa Kỳ - Honduras - Hồng Kông - Israel - Kiribati - Macao - Malaysia - Maldives | - Mauritius - Mexico - Monaco - Micronesia - Namibia - Nauru - New Zealand - Nhật Bản - Nicaragua - Palau - Panama - Papua New Guinea - Paraguay - Quần đảo Marshall - Quần đảo Solomon - Saint Kitts và Nevis - Saint Lucia - Saint Vincent và Grenadines - Samoa - San Marino - Seychelles - Singapore - Thành Vatican - Tonga - Trinidad và Tobago - Tuvalu - Uruguay - Vanuatu |

| Luật với người không cần thị thực |
| --- |
| - họ không được làm việc tại Anh Quốc (mặc dù học tập được cho phép dưới dạng 'du khách học sinh'), với ngoại lệ là người được "cho phép làm việc có trả tiền" lên đến một tháng - họ không được đăng ký kết hôn hay đăng ký kết hợp dân sự khi ở Anh Quốc - họ có thể cho thấy bằng chứng đủ tiền để chi trả cho người gian họ ở lại Anh Quốc (nếu bị hỏi bởi nhân viên thanh tra biên giới) - họ có ý định sẽ rời khỏi Anh Quốc và có thể trả tiền cho chuyến đi khỏi đây - họ đã điền thẻ hạ cánh và nộp tại nơi quản lý hộ chiếu (trừ khi quá cảnh để đến một đích đến bên ngoài Khối Du hành Chung) - nếu họ dưới 18 tuổi, họ phải có bằng chứng đã sắp xếp được chăm sóc và người bảo ộ đồng ý cho họ ở lại Anh Quốc |

| Ngày thay đổi thị thực |
| --- |
| Danh sách này không đầy đủ, bạn cũng có thể giúp mở rộng danh sách. Miễn thị thực Không rõ: Andorra, Đức, Latvia và Litva (1992-1993), Vatican Công dân Antigua và Barbuda, Úc, Bahamas, Barbados, Belizean, Botswana, Brunei, Canada, Síp, Dominica, Đông Timor, Grenada, Irish, Kiribati, Malaysia, Malta, Marshall, Micronesia, Namibian, New Zealand, Nauru, Palau, Saint Kitts và Nevis, Saint Lucian, Saint Vincentvà Grenadines, Samoa, Seychelles, Singapore, Quần đảo Solomon, Tonga, Trinidad và Tobago, Tuvalu và Vanuatu chưa bao giờ cần thị thực để đến Anh Quốc - 1 tháng 1 năm 1947: Pháp - 15 tháng 2 năm 1947: Bỉ and Luxembourg - 1 tháng 3 năm 1947: Na Uy - 22 tháng 3 năm 1947: Đan Mạch - 1 tháng 4 năm 1947: Thụy Điển - 15 tháng 4 năm 1947: Hà Lan - 24 tháng 6 năm 1947: Liechtenstein và Thụy Sĩ - 1 tháng 7 năm 1947: Iceland - 1 tháng 1 năm 1948: Italy - 8 tháng 11 năm 1948: Monaco - 12 tháng 11 năm 1948: Hoa Kỳ - 1 tháng 10 năm 1949: San Marino - 1 tháng 10 năm 1953: Pháp (cư dân Guiana thuộc Pháp, Guadeloupe, Martinique, Réunion) - 16 tháng 6 năm 1953: Hy Lạp - 16 tháng 12 năm 1954: Phần Lan - 1 tháng 1 năm 1955: Bồ Đào Nha - 1 tháng 1 năm 1960: México - 1 tháng 6 năm 1960: Tây Ban Nha - 1961: Uruguay - ngày 1 tháng 6 năm 1961: Tất cả quốc gia Mỹ Latin: Brazil, Chile, Costa Rica, El Salvador, Guatemala, Honduras, Nicaragua, Panama and Paraguay - 2 tháng 12 năm 1962: Japan - 15 tháng 3 năm 1967: Israel - 3 tháng 5 năm 1968: Austria (resumed) - 18 tháng 12 năm 1969: South Korea - 8 tháng 6 năm 1990: Argentina (đã tiếp tục) và Đông Đức (from ngày 30 tháng 10 năm 1990 as Germany) - 1 tháng 10 năm 1990: Cộng hòa Séc (ký khi là Tiệp Khắc) and Hungary - 25 tháng 6 năm 1991: Slovenia - tháng 7 năm 1992: Estonia - 1 tháng 7 năm 1992: Ba Lan - 17 tháng 4 năm 2002: Hồng Kông và Macao - 18 tháng 12 năm 2002: Maldives, Mauritius and Papua New Guiana (resumed) - 18 tháng 12 năm 2003: Slovakia (resumed) - 22 tháng 3 năm 2006: Croatia (resumed) - 1 tháng 1 năm 2007: Bulgaria and Romania - 3 tháng 3 năm 2009: Taiwan Đã hủy: - Miễn thị thực đã bị hủy do Chiến tranh thế giới thứ II với các quốc gia: Bỉ, Đan Mạch, Pháp, Hy Lạp, Iceland, Ý, Liechtenstein, Luxembourg, Monaco, Hà Lan, Na Uy, San Marino, Thụy Điển, Thụy Sĩ (Tất cả đã được tiếp tục lại những năm 1940 - 1950) 1938: Áo (tiếp tục lại năm 1968) 21 tháng 5 năm 1938: Đức (đã tiếp tục lại) - 1972: Cuba - 1980: Iran - 1982: Argentina (was resumed in 1990) - 1985: Sri Lanka - 1986: Bangladesh, Ghana, Ấn Độ và Pakistan - 1 tháng 2 năm 1987: Nigeria - 1989: Haiti - 23 tháng 6 năm 1989: Turkey - 1990: Algérie, Maroc and Tunisia - 1991: Uganda - 1992: Nam Tư (hiện giờ là Bosna và Hercegovina, Macedonia, Montenegro và Serbia) - 1 tháng 10 năm 1994:Bờ Biển Ngà và Sierra Leone - 27 tháng 10 năm 1995: Gambia - 5 tháng 1 năm 1996: Tanzania - 8 tháng 3 năm 1996: Kenya - 4 tháng 4 năm 1996: Bahrain, Cộng hòa Dominica, Fiji, Guyana, Kuwait, Maldives, Mauritius, Niger, Papua New Guinea, Peru, Qatar, Suriname, Các Tiểu vương quốc Ả Rập Thống nhất Zambia (Maldives, Mauritius and Papua New Guiana were resumed in 2002) - 27 tháng 5 năm 1997: Colombia - 1 tháng 8 năm 1997: Ecuador - 8 tháng 10 năm 1998: Slovakia (was resumed in 2003) - 19 tháng 11 năm 1999: Croatia (was resumed in 2006) - 9 tháng 11 năm 2002: Zimbabwe - 9 tháng 1 năm 2003: Jamaica - 2 tháng 3 năm 2006: Malawi - 18 tháng 5 năm 2009: Bolivia - 3 tháng 3 năm 2009: South Africa - 1 tháng 7 năm 2009: Lesotho and Swaziland - 5 tháng 5 năm 2014: Venezuela Thị Thực điện tử - 1 tháng 1 năm 2014: Oman, Qatar và Các tiểu vương quốc Ả Rập Thống nhất - 6 tháng 4 năm 2016: Kuwait |

Giấy miễn thị thực điện tử (EVW)
Công dân của các quốc gia sau có thể xin giấy miễn thị thực điển tử (EVW):
| - Các Tiểu vương quốc Ả Rập Thống nhất - Kuwait - Oman - Qatar |

| Luật EVW |
| --- |
| Người có EVW có thể đến và/hoặc học tập tại Anh Quốc lên đến 6 tháng không cần thị thực. EVW chỉ có hiệu lực để nhập cảnh một lần, và phải xin EVW mới mỗi lần. EVW có hiệu lực lên đến 90 ngày với Ireland nếu người đó đã có kiểm tra xuất nhập cảnh tại Anh Quốc. |

Học sinh phổ thông định cư tại Khối Kinh tế Châu Âu và Thụy Sĩ
| Luật với học sinh phổ thông định cư tại Khối Kinh tế Châu Âu và Thụy Sĩ |
| --- |
| Học sinh phổ thông thỏa mãn các điều kiện sau có thể đến Anh Quốc không cần thị thực: - không phải công dân EU, EEA hoặc Thụy Sĩ, và - định cư hợp pháp tại quốc gia thành viên Liên minh Châu Âu, Iceland, Liechtenstein, Na Uy hoặc Thụy Sĩ, và - đến Anh Quốc với tư cách là thành viên của nhóm du lịch được trường tổ chức (phải là trường hợp thông thường, không phải một học viện đặc biệt), và - nhóm này phải được đi cùng bởi một giáo viên trong trường, và - thông tin và mục đích chuyến đi của học sinh được liệt kê trong đơn của trường |

Gibraltar
| Miễn thị thực đối với Gibraltar |
| --- |
| Công dân đủ điều kiện thỏa mãn một trong các tiêu chí sau có thể đến Gibraltar mà không cần thị thực: - người sở hữu hộ chiếu nhập cảnh nhiều lần của Anh Quốc có hiệu lực 6 tháng hoặc dài hơn với thẻ cư trú sinh trắc học (BRP), hoặc - người sở hữu quyền ở lại không thời hạn tại Anh Quốc, hoặc - người sở hữu of a Certificate of Entitlement to the Right of Abode in the UK, or - holders of an EU family residence permit/card, or - holders of the equivalent of indefinite leave to remain in any Schengen member state, or - citizens of China, India, Mongolia, Morocco và Russia holding a Schengen multiple entry visa with a minimum remaining validity of 7 days (for a stay of up to 21 days in Gibraltar), or - citizens of China, Russia và Ukraine visiting Gibraltar on a day trip as part of an organised tour arranged through a Gibraltar-based tour operator |

Chương trình thị thực Anh Ireland (BIVS)
Công dân của các quốc gia sau có thể đến Anh QUốc không cần thị thực nếu họ sở hữu hộ chiếu Ireland có hiệu lực có BIVS:
| - Ấn Độ - Trung Quốc |

| Luật với người sở hữu Thị thực Ireland |
| --- |
| Để có thể đi lại miễn thị thực, người xin thị thực Ireland phải xin tại trung tâm xin thị thực Anh Quốc/Ireland tại Ấn Độ hoặc Trung Quốc, và phải kiểm tra nhập cảnh tại Ireland trước khi đến Anh Quốc. Người sở hữu thị thực BIVS được cấp bởi Ireland chỉ được phép đi từ Ireland đến Anh Quốc và không đi từ các quốc gia khác, trừ khi họ quá cảnh tại Anh Quốc trên đường đến Ireland. Thời gian ở lại Anh Quốc không được dài hơn thời gian còn lại và người sở hữu thị thực có thể ở lại Ireland. Không cần thị thực quá cảnh Anh Quốc nếu người đó quá cảnh qua Anh Quốc để đến Ireland bằng khu hạ cánh và đến Ireland sớm hơn 23:59 vào ngày sau ngày họ đến Anh Quốc. Chương trình này có thể được mở rộng để áp dụng với tất cả các quốc gia cần xin thị thực trong tương lai. |

Người sở hữu hộ chiếu không phổ thông
Người sở hữu hộ chiếu ngoại giao hoặc đặc biệt của các quốc gia sau được miễn thị thực:
| - Bahrain D Sp - Các Tiểu vương quốc Ả Rập Thống nhất D Sp - Indonesia D - Kuwait D Sp - Nam Phi D | - Oman D Sp - Qatar D Sp - Thổ Nhĩ Kỳ D - Trung Quốc 1 D - Việt Nam D |  |

D — hộ chiếu ngoại giao

Sp — hộ chiếu đặc biệt

1 – để đi theo một Bộ hoặc với mục đích công vụ
Bãi bỏ thị thực cũng được áp dụng với người sở hữu laissez-passer của Liên Hợp Quốc khi họ đi công tác chính thức tại Anh Quốc.

## Quá cảnh
Có hai loại quá cảnh tại Anh Quốc theo luật Quá cảnh Anh Quốc — quá cảnh khu hạ cánh và quá cảnh khu nhà ga. Quá cảnh không cần thị thực với công dân các nước cần xin thị thực đã được hủy bỏ từ ngày 1 tháng 12 năm 2014, và được thay thế bởi Luật Quá cảnh Anh Quốc. Mặc dù có danh sách dưới đây, nói chung, kể cả người 'có quốc tịch được miễn thị thực quá cảnh trực tiếp tại khu hạ cánh' đều cần thị thực quá cảnh nếu quá cảnh tại Anh Quốc để đến các nơi khác của Khối Du hành Chung bao gồm Ireland.
Quá cảnh khu hạ cánh
- chỉ được quá cảnh tại Sân bay London Heathrow, Sân bay Gatwick và Sân bay Manchester.
- chỉ được quá cảnh với người đến và đi bằng đường hàng không tới các điểm đến quốc tế khác ngoài Ireland vào cùng một ngày.
- chỉ được quá cảnh với những hành khách không rời khu hạ cánh và chưa đi qua quản lý hộ chiếu.
- liên quan tới những người cần thị thực để đến Anh Quốc nhưng có Thị thực quá cảnh trực tiếp ở khu hạ cánh, một hộ chiếu của quốc gia được miễn thị thực quá cảnh hoặc người có giấy tờ miễn thị thực trực tiếp tại khu hạ cánh.

Quá cảnh khu nhà ga
- chỉ áp dụng với hành khách đến và đi bằng đường hàng không trước 23:59 ngày hôm sau mà cần đi qua quản lý hộ chiếu và chỉ rời tòa nhà của sân bay với mục đích quá cảnh.
- liên quan tới những người cần thị thực để đến Anh Quốc mà có Thị thực quá cảnh cho du khách hoặc giấy tờ miễn thị thực khu nhà ga.

Các quốc gia được miễn thị thực quá cảnh trực tiếp tại khu hạ cánh
| - Ả Rập Xê Út - Armenia - Azerbaijan - Bahrain - Bắc Triều Tiên - Benin - Bhutan - Bolivia - Bosna và Hercegovina - Burkina Faso - Các Tiểu vương quốc Ả Rập Thống nhất - Campuchia - Cape Verde - Cộng hòa Dominica | - Cộng hòa Trung Phi - Chad - Colombia - Comoros - Cuba - Đài Loan - Djibouti - Ecuador - Guinea Xích Đạo - Fiji - Gabon - Gruzia - Guyana - Haiti | - Indonesia - Jordan - Kazakhstan - Kuwait - Kyrgyzstan - Lào - Madagascar - Maroc - Mauritania - Montenegro - Mozambique - Nga - Oman - Peru | - Philippines - Qatar - Sao Tome và Principe - Suriname - Tajikistan - Thái Lan - Togo - Tunisia - Turkmenistan - Ukraina - Uzbekistan - Zambia - Venezuela |  |
| - người vô quốc tịch có Hiệp định Liên Hợp Quốc 1954 giấy tờ tị nạn của những quốc gia được miễn thị thực. | | | |  |

Cần thị thực để quá cảnh trực tiếp tại khu hạ cánh
| - Afghanistan - Ai Cập - Albania - Algeria - Angola - Bangladesh - Bắc Síp - Belarus - Bờ Biển Ngà - Burundi - Cameroon - DR Congo - Congo - Eritrea - Ethiopia | - Gambia - Ghana - Guinea - Guinea-Bissau - India - Iran - Iraq - Jamaica - Kenya - Kosovo - Lesotho - Liban - Liberia - Libya - Macedonia | - Malawi - Moldova - Mông Cổ - Myanmar - Nam Phi - Nam Sudan - Nepal - Nigeria - Pakistan - Palestine - Rwanda - Senegal - Serbia - Sierra Leone - Somalia | - Sri Lanka - Sudan - Swaziland - Syria - Tanzania - Thổ Nhĩ Kỳ - Trung Quốc - Uganda - Venezuela - Việt Nam - Yemen - Zimbabwe |

## Các loại thị thực
Sau đây là các loại thị thực tính đến tháng 4 năm 2015.

### Thị thực du khách
- Thị thực du khách tiêu chuẩn[109][110]
- Thị thực du khách kết hôn[111]
- Thị thực làm việc có trả tiền[112]
- Thị thực phụ huynh của trẻ em thị thực bậc 4[113]
- Thị thực quá cảnh tại Anh Quốc[102]
  - Thị thực quá cảnh trực tiếp tại khu hạ cánh
  - Thị thực quá cảnh

### Thị thực làm việc
- Thị thực bậc 1
  - Doanh nhân (đầu tư tối thiểu £200.000 hoặc £50.000 nếu đạt yêu cầu qualified)
  - Tài năng đặc biệt (người đứng đầu được công nhận trong một lĩnh vực khoa học, nhân văn, kỹ thuật, y tế, công nghệ hay nghệ thuật)
  - Thông thường (người làm có kỹ năng cao, nhà văn, nhà soạn nhạc, nghệ sĩ hay luật sư)
  - Doanh nhân khởi nghiệp
  - Người đầu tư (đầi tư tối thiểu £2.000.000)
- Thị thực bậc 2 (người làm được bảo lãnh)
  - Thông thường
  - Intra-company Transfer (foreign company workers in a UK branch)
  - Bộ Tôn giáo
  - Vận động viên
- Tier 5 visa (làm việc tạm thời với người làm việc được bảo lãnh work for sponsored workers)
  - Ngưới làm việc từ thiện (việc tình nguyện không trả tiền)
  - Creative and sporting
  - Trao đổi được chính phủ cho phép
  - Thỏa thuận quốc tế
  - Người làm việc tôn giáo
  - Youth Mobility Scheme
- Người làm việc tại gia hoặc trong nhà(lao công, tài xế, đầu bếp, người chăm sóc cá nhân và bảo mẫu)
- Thị thực đại diện một doanh nghiệp hải ngoại(head of a UK branch or a foreign journalist on a long-term posting)
- Thị thực doanh nhân Thổ Nhĩ Kỳ
- Thị thực người làm việc Thổ Nhĩ Kỳ
- Thị thực Tổ tiên gốc Anh(Commonwealth citizens with UK born ancestors)
- Chứng nhận đăng ký công dân Croatia

### Thị thực học sinh
- Thị thực học sinh ngắn hạn
- Thị thực bậc 4
  - Thông thường
  - Trẻ em

## Thống kê du khách
Hầu hết du khách đến Anh Quốc đều đến từ các quốc gia sau:
| Quốc tịch                            | Tổng       | Tổng       | Tổng       | Tổng       | Tổng       | Tổng       |
| Quốc tịch                            | 2016       | 2015       | 2014       | 2013       | 2012       | 2011       |
| ------------------------------------ | ---------- | ---------- | ---------- | ---------- | ---------- | ---------- |
| Pháp                                 | 4.064.000  | 4.171.000  | 4.114.000  | 3.974.000  | 3.787.000  | 3.633.000  |
| Hoa Kỳ                               | 3.455.000  | 3.266.000  | 2.976.000  | 2.778.000  | 2.840.000  | 2.846.000  |
| Đức                                  | 3.341.000  | 3.249.000  | 3.220.000  | 3.048.000  | 2.967.000  | 2.947.000  |
| Ireland                              | 2.897.000  | 2.632.000  | 2.486.000  | 2.350.000  | 2.453.000  | 2.574.000  |
| Tây Ban Nha                          | 2.397.000  | 2.197.000  | 1.986.000  | 1.746.000  | 1.716.000  | 1.836.000  |
| Hà Lan                               | 2.062.000  | 1.897.000  | 1.972.000  | 1.891.000  | 1.735.000  | 1.789.000  |
| Ý                                    | 1.990.000  | 1.794.000  | 1.757.000  | 1.636.000  | 1.521.000  | 1.526.000  |
| Ba Lan                               | 1.921.000  | 1.707.000  | 1.494.000  | 1.339.000  | 1.222.000  | 1.057.000  |
| Bỉ                                   | 1.048.000  | 1.175.000  | 1.122.000  | 1.174.000  | 1.113.000  | 984.000    |
| Úc                                   | 982.000    | 1.043.000  | 1.057.000  | 1.058.000  | 993.000    | 1.093.000  |
| Thụy Sĩ                              | 940.000    | 872.000    | 864.000    | 807.000    | 832.000    | 768.000    |
| România                              | 891.000    | 693.000    | 471.000    | 377.000    | 267.000    | 259.000    |
| Canada                               | 828.000    | 708.000    | 649.000    | 731.000    | 704.000    | 740.000    |
| Thụy Điển                            | 821.000    | 850.000    | 869.000    | 784.000    | 777.000    | 794.000    |
| Đan Mạch                             | 730.000    | 756.000    | 662.000    | 696.000    | 636.000    | 614.000    |
| Na Uy                                | 700.000    | 771.000    | 874.000    | 838.000    | 771.000    | 739.000    |
| Bồ Đào Nha                           | 492.000    | 392.000    | 395.000    | 285.000    | 292.000    | 283.000    |
| Ấn Độ                                | 415.000    | 422.000    | 390.000    | 373.000    | 339.000    | 355.000    |
| Cộng hòa Séc                         | 414.000    | 465.000    | 352.000    | 356.000    | 325.000    | 286.000    |
| Hungary                              | 397.000    | 328.000    | 323.000    | 276.000    | 262.000    | 210.000    |
| Các Tiểu vương quốc Ả Rập Thống nhất | 365.000    | 347.000    | 260.000    | 304.000    | 256.000    | 241.000    |
| Trung Quốc                           | 307.000    | 325.000    | 233.000    | 237.000    | 215.000    | 181.000    |
| Áo                                   | 302.000    | 277.000    | 263.000    | 275.000    | 268.000    | 271.000    |
| Phần Lan                             | 261.000    | 245.000    | 255.000    | 212.000    | 208.000    | 233.000    |
| Bulgaria                             | 248.000    | 173.000    | 184.000    | 125.000    | 138.000    | 97.000     |
| Nhật Bản                             | 246.000    | 194.000    | 222.000    | 225.000    | 243.000    | 237.000    |
| Litva                                | 242.000    | 271.000    | 198.000    | 202.000    | 171.000    | 178.000    |
| Hy Lạp                               | 227.000    | 225.000    | 238.000    | 181.000    | 159.000    | 225.000    |
| Hồng Kông                            | 218.000    | 204.000    | 159.000    | 163.000    | 135.000    | 149.000    |
| New Zealand                          | 213.000    | 207.000    | 196.000    | 165.000    | 175.000    | — 187.000  |
| Israel                               | 209.000    | 205.000    | 185.000    | 179.000    | 138.000    | 164.000    |
| Thổ Nhĩ Kỳ                           | 196.000    | 192.000    | 196.000    | 154.000    | 145.000    | 126.000    |
| Nam Phi                              | 188.000    | 231.000    | 217.000    | 225.000    | 211.000    | 194.000    |
| Brasil                               | 187.000    | 324.000    | 293.000    | 25.000     | 260.000    | 276.000    |
| Slovakia                             | 156.000    | 175.000    | 132.000    | 146.000    | 120.000    | 117.000    |
| Nga                                  | 147.000    | 164.000    | 249.000    | 214.000    | 227.000    | 211.000    |
| Síp                                  | 135.000    | 136.000    | 119.000    | 123.000    | 111.000    | 124.000    |
| Mexico                               | 106.000    | 102.000    | 92.000     | 109.000    | 84.000     | 78.000     |
| Luxembourg                           | 104.000    | 122.000    | 97.000     | 90.000     | 83.000     | 73.000     |
| Nigeria                              | 101.000    | 128.000    | 134.000    | 157.000    | 154.000    | 142.000    |
| Malta                                | 87.000     | 74.000     | 100.000    | 85.000     | 65.000     | 64.000     |
| Thái Lan                             | 77.000     | 79.000     | 76.000     | 74.000     | 75.000     | 65.000     |
| Pakistan                             | 66,000     | 58,000     | 75,000     | 63,000     | 73,000     | 65,000     |
| Ai Cập                               | 42.000     | 47.000     | 59.000     | 54.000     | 50.000     | 41.000     |
| Maroc                                | 33.000     | 29.000     | 35.000     | 31.000     | 26.000     | 19.000     |
| Sri Lanka                            | 22.000     | 16.000     | 17.000     | 24.000     | — 20.000   | 20.000     |
| Tunisia                              | 12.000     | 14.000     | 9.000      | 10.000     | — 9.000    | — 9.000    |
| Barbados                             | 11.000     | 16.000     | 9.000      | 10.000     | 6.000      | 11.000     |
| Jamaica                              | 4.000      | 14.000     | — 10.000   | 10.000     | — 7.000    | 7.000      |
| Tổng                                 | 37.609.000 | 36.115.000 | 34.377.000 | 32.692.000 | 31.084.000 | 30.798.000 |